# Àrea de superfície corporal
En fisiologia i medicina, l'àrea de superfície corporal (ASC; en anglès body surface area, BSA) és la superfície mesurada o calculada d'un cos humà. Per a molts propòsits clínics, l'ASC és un millor indicador del pes metabòlic que el pes corporal perquè està menys afectada per la massa adiposa anormal. No obstant això, hi ha hagut diverses crítiques importants en l'ús de d'ASC per determinar la dosi de medicaments amb un índex terapèutic estret, com la quimioteràpia.
Aquest càlcul és important perquè hi pot haver molta variació en l'eliminació de fàrmacs entre individus a causa de la diferència en l'activitat dels processos de filtració de la sang, relacionats amb factors genètics i ambientals. Això pot provocar una sobredosi o una infradosi significatives que poden ser molt perjudicials per la salut del pacient. També es creu que és un factor distorsionador en els assaigs de fase I i II que pot provocar que els medicaments potencialment útils siguin rebutjats prematurament. La tendència moderna als tractaments personalitzats pretén contrarestar aquesta debilitat.

## Usos
Exemples d'usos de la l'ASC:
- La taxa de depuració renal normalment es divideix per l'ASC, per exemple en el càlcul de la taxa de filtració glomerular.
- L'índex Quetelet utilitza una forma una mica modificada de l'ASC.
- L'índex cardíac és una mesura del cabal cardíac dividit per l'ASC, donant una millor aproximació de la despesa cardíaca efectiva.
- La quimioteràpia sovint es dosifica segons l'ASC del pacient.
- La dosi de glucocorticoides també s'expressa en termes de l'ASC per calcular les dosis de manteniment o per comparar l'ús de dosis altes amb les necessitats de manteniment.

Hi ha algunes evidències que els valors d'ASC són menys precisos en casos extrems d'alçada i pes, on l'índex de massa corporal pot ser una estimació millor (per als paràmetres hemodinàmics).

## Fórmula
Una estimació comuna ve donada per la fórmula de Mosteller:
{\displaystyle {\text{ASC}}\,(\mathrm {m} ^{2})={\sqrt {p\,(\mathrm {kg} )\times a\,(\mathrm {cm} ) \over 3600}}}
on p és el pes i a és l'alçada.